# Heaven in This Hell
Heaven in This Hell è il terzo album della chitarrista australiana Orianthi Panagaris. È stato pubblicato il 12 marzo 2013.

## Tracce
1. "Heaven in This Hell" - 4:32
2. "You Don't Wanna Know" - 3:40
3. "Fire" - 2:54
4. "If U Think U Know Me" - 3:35
5. "How Do You Sleep?" - 4:15
6. "Frozen" - 3:41
7. "Rock" - 4:34
8. "Another You" - 3:43
9. "How Does That Feel?" - 3:09
10. "Filthy Blues" - 3:17
11. "If U Were Here With Me" - 4:11
12. "Sex E Bizarre" (feat. Steven Tyler) (bonus track nella deluxe edition) - 3:08
13. "Better With You" (bonus track nella deluxe edition) - 2:57
14. "Another You (Alt. Radio Mix)" (bonus track nella deluxe edition) - 3:43